# Marita Jonsson
Laila Marita Jonsson, född 12 mars 1943, är en svensk författare och fotograf. 
Marita Jonsson var länsantikvarie på Gotland 1985–2000. Hon är tidigare vait ordförande i styrelsen för Svenska barnboksinstitutet, Svenska Institutet i Rom, Stiftelsen San Michele på Capri och Kungliga Konsthögskolan i Stockholm. Hon var även initiativtagare till Medeltidsveckan på Gotland och drev förarbetet inför beslutet 1995 att utse Visby 1995 till världsarv.
Hon är gift med arkitekten Jon Jonsson (född 1947) och tillsammans har de barnen Gustav Malmborg, Nanna Nore, Helga Jonsson  & Agnes Dunder. Makarna driver idag Körsbärsgården, en Konsthall och Skulpturpark på södra Gotland.